# Leonardo Murialdo

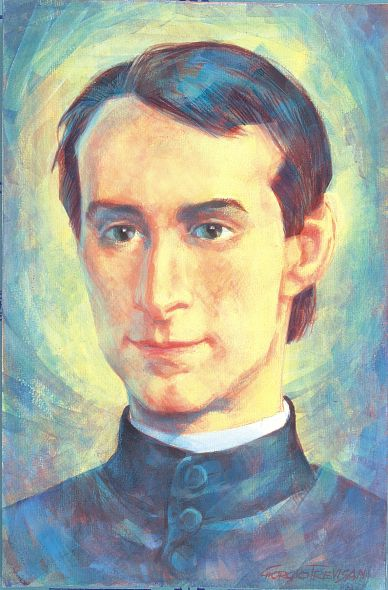
Gemälde von Leonhard Murialdo

Leonhard (Leonardo) Murialdo (* 26. Oktober 1828 in Turin; † 30. März 1900 ebenda) war ein römisch-katholischer Priester und Ordensgründer, der von seiner Kirche heiliggesprochen wurde.

## Leben
Mit fünf Jahren wurde er durch den frühen Tod seines Vaters zum Halbwaisen. 1836 schickte seine Mutter ihn in das Kolleg der Piaristen nach Savona. Nachdem er 1845 nach Turin zurückgekehrt war, entschied er sich, Priester zu werden, und studierte an der Turiner Universität Theologie. Nach dem Abschluss des Studiums wurde Murialdo am 20. September 1851 mit 23 Jahren vom Turiner Erzbischof zum Priester geweiht. Im gleichen Jahr starb seine Mutter.
Zunächst wirkte er als Mitarbeiter Don Boscos in dessen Oratorium in Valdocco. 1857 übertrug ihm Don Bosco die Leitung des zweiten salesianischen Oratoriums in Turin San Luigi. Er trat aber nicht in die Ordensgemeinschaft der Salesianer Don Boscos ein, sondern ging 1865 für ein Jahr zum Weiterstudium nach Frankreich, wo er im Priesterseminar St. Sulpice in Paris vor allem Apologetik und Kirchenrecht vertiefte. Dort lernte er die Gesellschaft des Hl. Vinzenz von Paul (Vinzenkonferenz) kennen. Nach einem Kurzaufenthalt in London kehrte er 1866 nach Turin zurück.

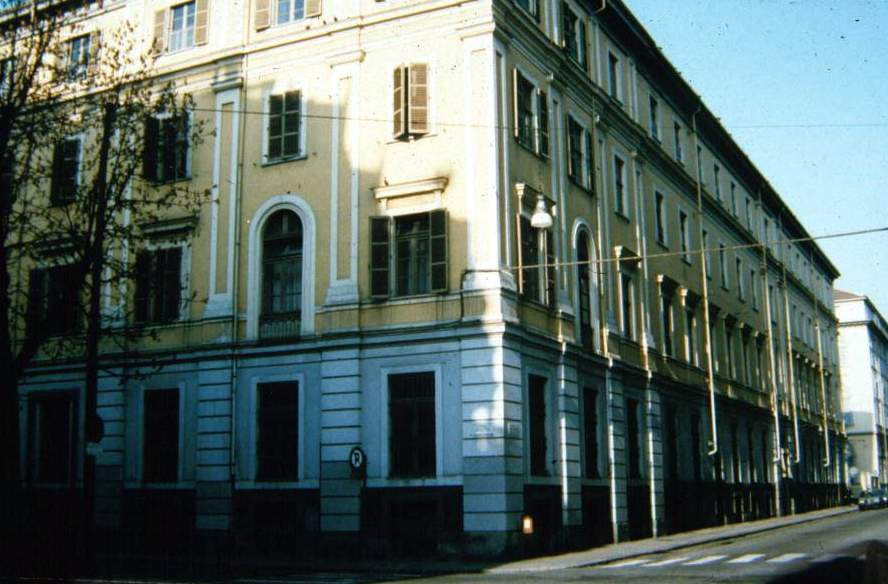
Collegio Artigianelli

Dort setzte er sich für die Gründung einer christlichen Arbeitnehmerbewegung, insbesondere die Arbeiterjugend ein und wurde Rektor des Collegio Artigianelli von Turin, einer von Pater Johannes Cocchi gegründeten religiösen Institution für die Begleitung armer und vernachlässigter Kinder.

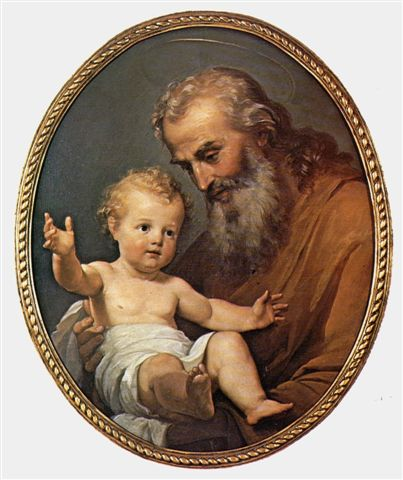
Bild des hl. Josef, vor dem Murialdo die Kongregation gründete

1873 gründete Murialdo die Turiner Ordensgemeinschaft Kongregation vom heiligen Joseph, um seinen sozialen und caritativen Aktivitäten Bestand zu verleihen.
Nach seinem Tod wurde er zunächst im Turiner Zentralfriedhof bestattet, dann wurde er in die Pfarrei St. Barbara in Turin überführt. Seit 1971 werden seine Reliquien im Heiligtum von Borgo Vittoria verehrt.

## Heiligsprechung
Murialdo wurde durch Papst Paul VI. am 2. November 1963 selig- und am 3. Mai 1970 heiliggesprochen. Sein Gedenktag ist der 30. März, der Salesianische Eigenkalender führt ihn am 18. Mai.